# Maszewo (okres Krosno Odrzańskie)
Maszewo (německy Messow) je vesnice ve gmině Maszewo, v okrese Krosno Odrzańskie, v Lubušském vojvodství v západním Polsku. Leží na pravém břehu veletoku Odra v mezoregionu v Dolina Środkowej Odry. Je sídlem gminy Maszewo.

## Historie
První písemná zmínka o Maszewu se objevuje v roce 1251. Památkově chráněný kostel (Kościół parafialny pw. św. Wojciecha Biskupa i Męczennika) byl postaven v 15. století a v 19. století rozsáhle přestavěn. Po druhé světové válce bylo německé obyvatelstvo vystěhováno. V letech 1975–1998 bylo součástí Zelenohorského vojvodství.

## Doprava
Přes Maszewo vede silnice Droga krajowa nr 138 vedoucí od říčního přívozu přes Odru v Połęcku přes Maszewo do města Torzym.
Vede tudy dálková cyklistická trasa Szlak Zielona Odra a dálková cyklistická trasa Gubin – Krosno Odrzańskie.

## Galerie

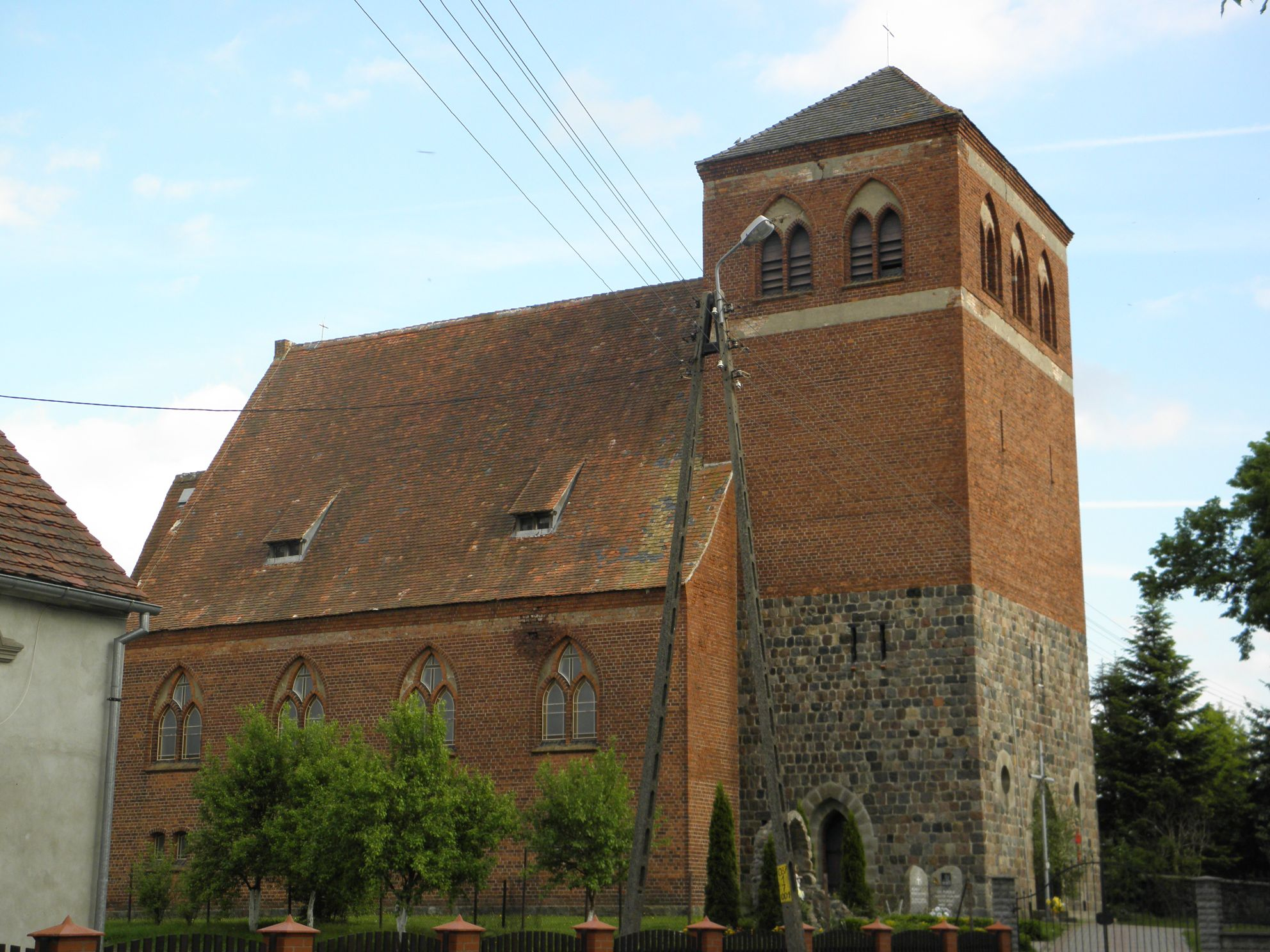
Kościół parafialny pw. św. Wojciecha Biskupa i Męczennika
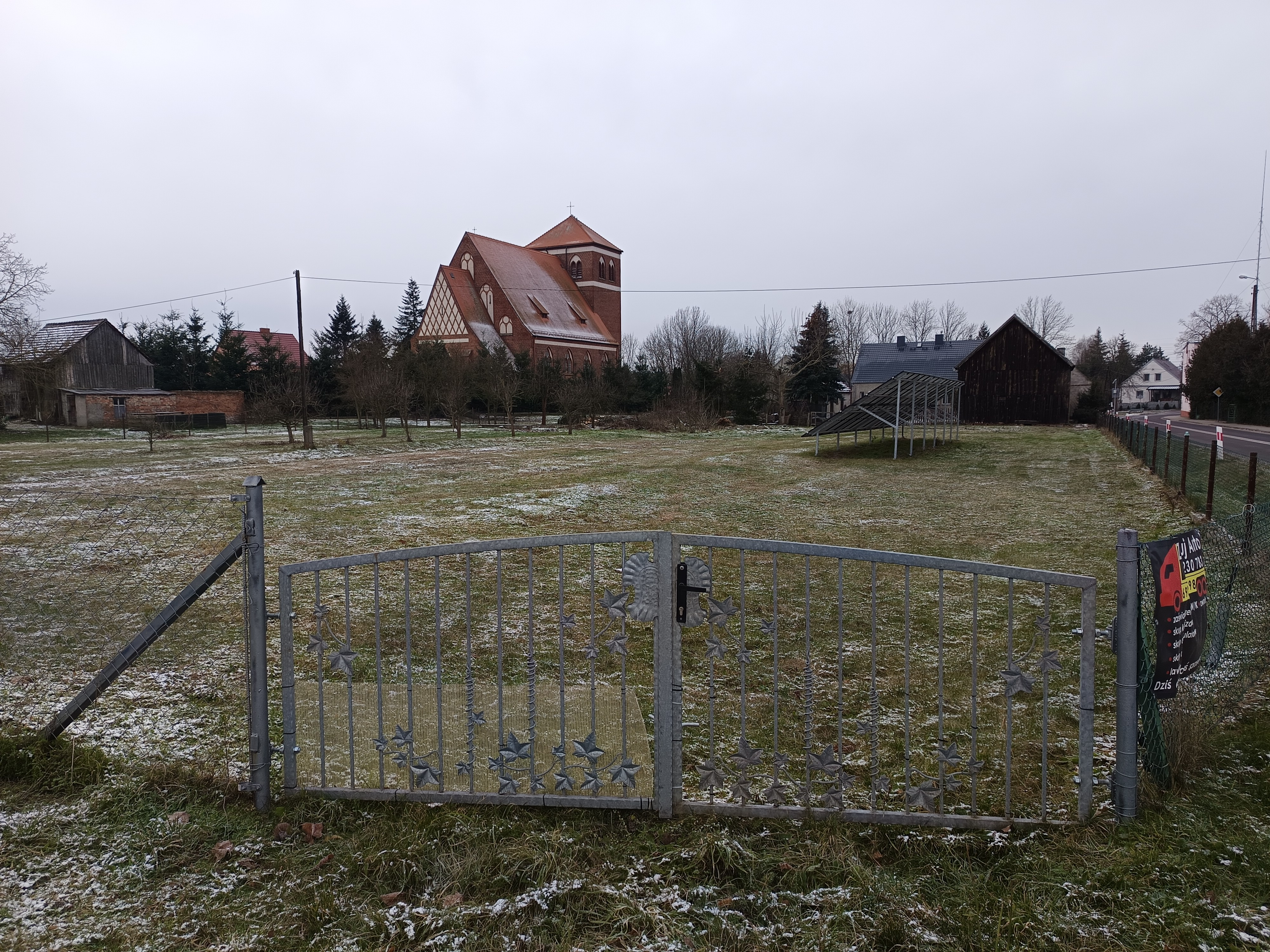
Kościół parafialny pw. św. Wojciecha Biskupa i Męczennika